# Karkóc
Karkóc (szlovákul Trakovice) község Szlovákiában, a Nagyszombati kerületben, a Galgóci járásban.

## Fekvése
Galgóctól 7 km-re nyugatra, a Felső-Dudvág partján fekszik.

## Története
A régészeti leletek tanúsága szerint területén már az újkőkorszakban is éltek emberek. Ezt bizonyítják azok a cserépmaradványok, melyek ebből a korból kerültek elő. A bronzkorból hamvasztásos sírokat és kerámiatöredékeket találtak. A korai vaskorban a La Tène-kultúra emberének települése állt itt.
A mai települést 1275-ben "Korkouch" alakban IV. László királynak a galgóci uradalomról szóló oklevelében említik először. Első ismert birtokosa Aba fia Aba volt. Mindazonáltal a település valószínűleg jóval korábban keletkezett. A középkorban Korlátkő és Berencs várának uradalmához tartozott. A 16–17. században többször érte török támadás. 1601-ben 13 jobbágytelket számláltak a településen, emellett 31 leégett háza volt. 1787-ben Batthyány János volt a földesura. Lakói főként mezőgazdaságból, borkészítésből és kézművességből éltek.
Vályi András szerint: "KARRÓCZ. Trabovicza. Tót falu Nyitra Várm. földes Urai G. Battyányi János, és több Uraságok, lakosai katolikusok, fekszik Manigának szomszédságában, és annak filiája, Mikovicsi által 1737. készült úttya Galgótzig nevezetes, legelője tágas, szántó földgyei jók, fája elég van, hasznos piatzozása Galgóczon, és Nagy Szombatban, malma a’ szomszéd Blava vizén."
Fényes Elek szerint: "Karkócz, (Tarkocz, Tarkovicza), tót falu, Nyitra vmegyében, a nagy-szombati országutban, ezen várostól 1 1/2 órányira. Lakja 895 kath., 38 zsidó. Földe jó bort termeszt. F. u. többen."
Nyitra vármegye monográfiája szerint: "Karkócz, a Vágvölgyében, Galgócztól nyugotra, 10 kilométernyire fekszik, áradványos talajon, 996 tót lakossal, a kik többnyire katholikusok. Postája Nagy Bucsány, táviró- és vasúti állomása Galgócz. A XIII. században "Korkucs" (Korkouch) volt a neve. A kath. templom 1811-ben épült. A községet több ízben nagy katasztrófa érte. Igy 1813-ban a Vág áradása okozott óriási kárt, 1831-ben a pestis tizedelte meg a lakosokat, 1841-ben, 1855-ben, 1856-ban és 1870-ben pedig mindannyiszor a tűz pusztította a falut. 1848-ban a Nagy-Szombaton táborozó Jellasich Karkóczról bombáztatta a magyarok kezében levő Lipótvárt. Az ostromot vezető tisztikar a kath. iskolában volt elszállásolva. Ez alkalommal a községi pajtákban elhelyezett lőpor-készlet felrobbant és a szolgálatot tevő tisztet és több katonát megölte. A község alsó utczájának Bucsány felőli végét domináló dombon valaha erődítvény lehetett, mert annak máig is Hradistye a neve. Tény, hogy ott már több ízben találtak sarkantyúkat, patkókat, kardpengéket és több más fegyvereket. A község földesurai a Zayak, Ocskayak, és a Brunswickok voltak."
Népviseletét Jankó János is külön megemlíti "A millenniumi falu terve" című kéziratában, melyet Nyitra vármegye közgyűlési termét díszítő képgyűjtemény részeként látott Kovács Gyulával együtt, s azt javasolták a milleneumi kiállításon is bemutatni. A trianoni békeszerződésig Nyitra vármegye Galgóci járásához tartozott.

## Népessége
| Év:            | 1994. | 2004.   | 2014.    | 2024.   |
| -------------- | ----- | ------- | -------- | ------- |
| Emberek száma: | 1253  | 1321    | 1511     | 1539    |
| Eltérés:       |       | +5,42 % | +14,38 % | +1,85 % |

| Év:            | 2023. | 2024.   |
| -------------- | ----- | ------- |
| Emberek száma: | 1545  | 1539    |
| Eltérés:       |       | -0,38 % |

1910-ben 1147, túlnyomórészt szlovák lakosa volt.
2001-ben 1296 lakosából 1288 szlovák volt.
2011-ben 1467 lakosából 1410 szlovák.

## Neves személyek
- Itt született 1927-ben Rudolf Krajčovič szlovák nyelvész, szlavista.

## Nevezetességei
- Szent István király tiszteletére szentelt, római katolikus temploma 1811-ben épült klasszicista stílusban. Elődje egy Szent Elek tiszteletére szentelt kápolna volt, mely 1788-ban leégett és már nem építették újjá.

## Külső hivatkozások
- Hivatalos oldal
- Községinfó
- Karkóc Szlovákia térképén
- Travelatlas.sk
- Az általános iskola honlapja
- E-obce.sk Archiválva 2007. október 29-i dátummal a Wayback Machine-ben